# 柴田智恵野
柴田 智恵野（しばた ちえの、1953年11月30日 - ）は、日本の元競泳選手。静岡県出身。1968年メキシコシティーオリンピック・1972年ミュンヘンオリンピック日本代表。200ｍ平泳ぎの元日本記録保持者。

## 経歴
大阪市立巽中学校・浪速女子高校・愛知学院大学出身。
1967年全国中学校水泳競技大会で100m・200m平泳ぎの2冠を達成した。1969年全国高校総体200m平泳ぎで優勝した。
1968年メキシコシティーオリンピックに出場し、200m平泳ぎで7位に入った。
1970年アジア競技大会に出場。200m平泳ぎと400mメドレーリレーで優勝し、100m平泳ぎで銀メダルを獲得した。
1972年ミュンヘンオリンピックに出場し、200m平泳ぎで予選敗退となった。